# 亞伯特·費雪

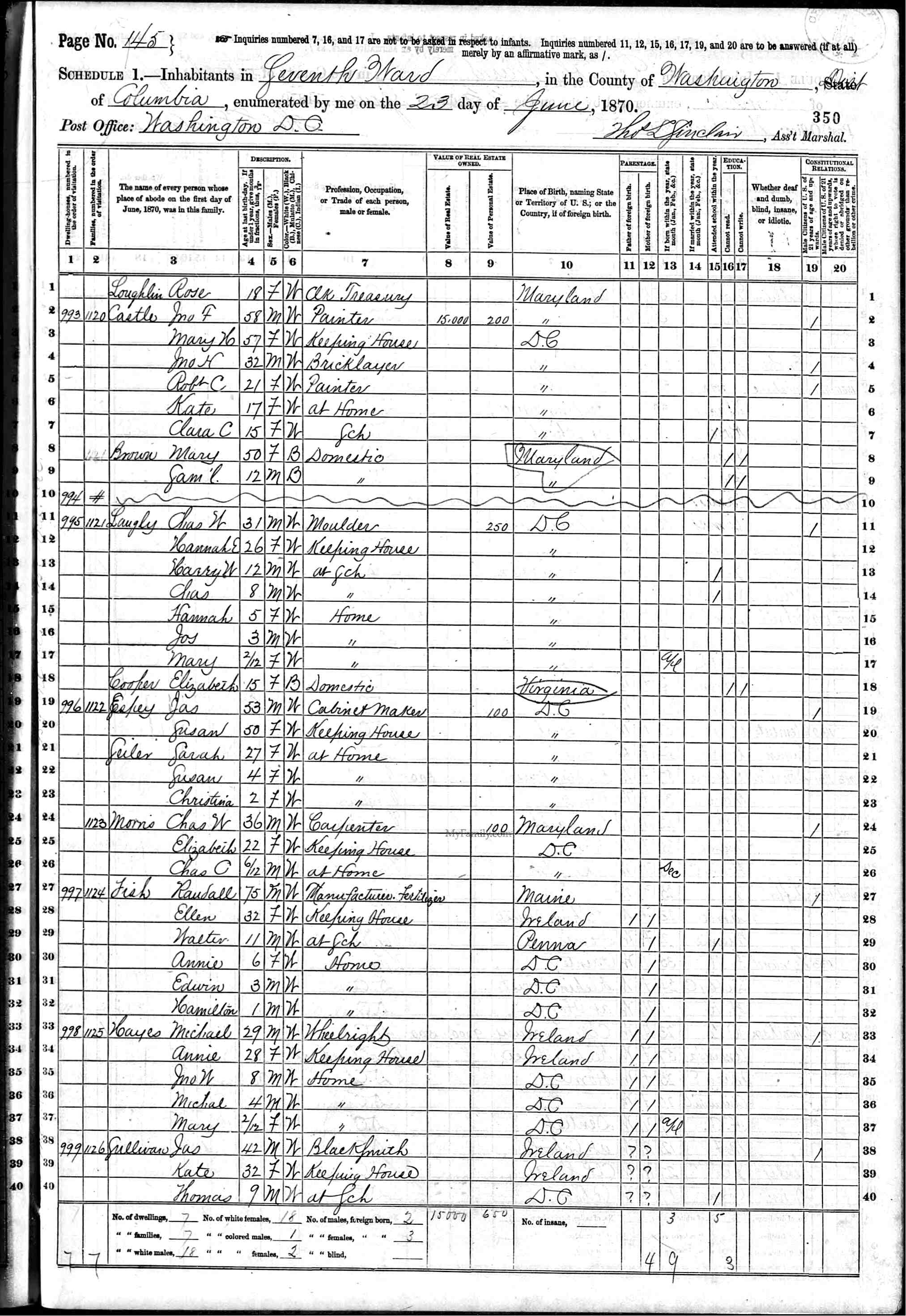
1870年人口普查有著亞伯特·費雪的紀錄

漢密爾頓·霍華德·「亞伯特」·費雪（英語：Hamilton Howard "Albert" Fish，1870年5月19日—1936年1月16日），綽號為「發狂的月光殺手」（Moon Maniac）、「威斯特里亞狼人」（Werewolf of Wysteria）與「布魯克林吸血鬼」（Brooklyn Vampire）。他是具有戀童癖傾向的美國連環殺手，並對大約300位的受害者作出性侵犯行為，亦殺害了15名幼童。亞伯特在殺害他們後還會肢解與吃下他們的屍體，並有自虐的傾向。

## 生平
亞伯特犯案記錄中的第一名受害者，是巴德這家人當中的10歲女孩葛瑞絲。當時亞伯特把名字改為法蘭克·霍華德（Frank Howard）後，到了巴德家去應徵工作。在應徵時他博得了良好的印象，因此亞伯特就謊稱自己要去參加小姪女的生日派對，希望能邀請葛瑞絲一同參加，在這之後葛瑞絲就從此在世界上消失了。
事隔六年後，亞伯特寫了一封信給警方。信中記錄著殺害葛瑞絲以及食肉的過程。警方在追查之後，發現了當時使用假名的亞伯特，且更進一步的發現了亞伯特的種種犯罪行為。由於亞伯特殘忍的犯罪手法令人髮指，最終在1936年1月16日，66歲亞伯特被處以電椅的死刑。

## 參閱
- 紐約州死刑制度（英语：Capital punishment in New York (state)）

## 外部連結
- Albert Fish bibliography（页面存档备份，存于）
- Prairie Ghosts: Albert Fish
- Twisted Minds: Albert Fish
- Fish family history
- 互联网电影数据库（IMDb）上《Albert Fish: In Sin He Found Salvation (2007)》的资料（英文）
- Angel Killer: A True Story of Cannibalism, Crime Fighting, and Insanity in New York City by Deborah Blum (The Atavist), October 2012
- Albert Fish: In His Own Words（页面存档备份，存于）